# 10310 Delacroix
10310 Delacroix eller 1990 QZ8 är en asteroid i huvudbältet som upptäcktes den 16 augusti 1990 av den belgiske astronomen Eric W. Elst vid La Silla-observatoriet. Den är uppkallad efter den franske målaren Eugène Delacroix.
Asteroiden har en diameter på ungefär 7 kilometer.